# Apă drept combustibil
Un motor care funcționează folosind apa drept combustibil în loc de benzină, motorină sau alți combustibili convenționali, cum ar fi GPL, alcool, biodiesel, gaz natural, hidrogen, este un motor care ar putea extrage energia direct din apă. Un astfel de motor este asociat de obicei cu propulsia „automobilelor cu apă”. Pe plan internațional există numeroase brevete cu acest subiect, care apare des în presă, televiziuni locale și pagini web. Afirmațiile despre aceste dispozitive sunt considerate pseudoștiință, iar unele au fost dovedite ca fraude. Se pretinde că vehiculele propulsate cu astfel de motoare ar produce combustibilul din apă direct pe vehicul, fără alt aport energetic. O variantă a acestor motoare sunt cele funcționând hibrid, cu o parte a energiei extrase din apă și altă parte provenind din combustibilii convenționali.
Apa este hidrogen ars complet. Hidrogenul este o substanță ușor inflamabilă, cu putere calorifică mare, dar această energie este deja eliberată când se formează apa. Apa însăși nu arde. Apa poate fi descompusă (de exemplu prin electroliză, fotoliză sau radioliză) în componentele sale, hidrogen și oxigen, dar teoretic procesul consumă exact energia produsă prin arderea hidrogenului, iar practic, datorită randamentelor de producție, consumă mult mai multă. În fapt, în cadrul conversiilor apă –> hidrogen –> (ardere) apă o parte a energiei este inerent pierdută, astfel că randamentul procesului (ce se obține raportat la ce exista deja) este subunitar. Pretenția că energia eliberată prin conversii ar fi mai mare decât cea disponibilă inițial contrazice atât primul, cât și al doilea principiu al termodinamicii.

## Cenueste considerat „automobil cu apă”
Un automobil cu apă nu este niciunul dintre următoarele:
- Un vehicul echipat cu un motor cu injecție de apă, care este o metodă de a răci camera de ardere prin adăugarea apei în amestecul combustibil, ceea ce permite un raport de comprimare (en) mărit și reducerea pericolului de detonație.
- Un vehicul cu hidrogen, deși conține multe din aceleași părți. Pentru a alimenta un motor cu hidrogenul provenit din apă, tehnologia posibilă la bordul vehiculelor este bazată pe electroliză, ceea ce face ca hidrogenul să fie doar un purtător de energie, indiferent că este ars într-un motor cu ardere internă sau că este recombinat în apă într-o pilă de combustie care produce curent electric.
- Un vehicul care consumă combustibil îmbunătățit cu hidrogen, în care amestecul de hidrogen și combustibil convențional este folosit pentru mărirea economicității motorului și reducerea poluării.

## Extragerea energiei din apă
Cele mai multe propuneri de automobile cu apă se bazează pe o formă de electroliză urmată de recombinarea componentelor. Energia necesară electrolizei este cel puțin de modul egal cu cea disponibilă prin recombinare.
Apa este foarte stabilă chimic, entalpia sa de formare este negativă (–285,6 kJ/mol) ceea ce înseamnă că această energie trebuie consumată pentru a rupe legăturile chimice dintre elementele sale. Nu există alți compuși ai hidrogenului și oxigenului cu entalpia de formare mai scăzută, astfel că nu se poate elibera energie netă în acest mod.
Conform legilor fizicii acceptate astăzi nu există posibilitatea de a extrage energie chimică netă din apă în sine.

## Diferite propuneri de automobile cu apă

### Carburatorul electrolitic al lui Garrett
La 8 septembrie 1935 ziarul Dallas Morning News a relatat că Charles H. Garrett ar fi prezentat un automobil cu apă care ar fi funcționat „căteva minute”. Conform patentului US S2006676 din același an, carburatorul realiza electroliza apei cu electrozi plasați în partea de jos a camerei de nivel constant, iar plutitorul asigura menținerea nivelului apei în cameră. Patentul nu indica sursa de energie folosită la electroliză.

### Pila de combustie cu apă a lui Stanley Meyer

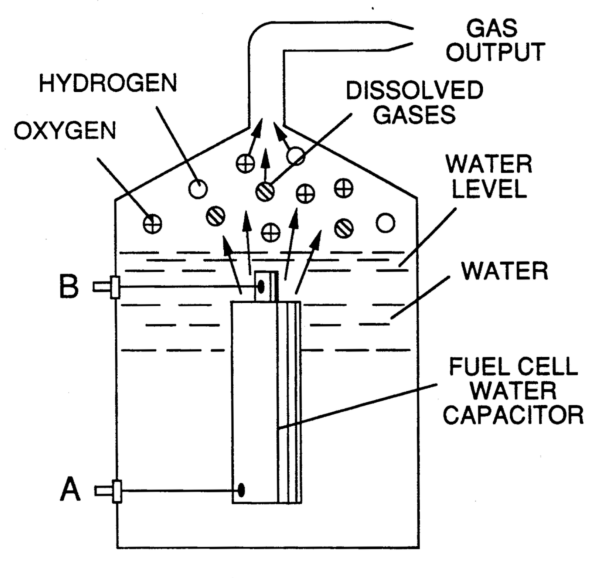
Pila de combustie cu apă a lui Stanley Meyer

Încă din 1980 Stanley Meyer a pretins că a construit un dune buggy care mergea cu apă, însă a dat explicații vagi cu privire la modul de funcționare. Uneori a spus că a înlocuit bujiile cu dispozitive de „scindare a apei”, iar alteori s-a referit la Pila de combustie cu apă a lui Stanley Meyer. el pretindea că „pila” ar fi scindat apa pulverizată în hidrogen și oxigen prin rezonanță electrică (en), elemente care ar fi arse la loc într-un motor cu ardere internă clasic, producând energie netă. Prototipul lui Mayer nu a fost niciodată examinat de experți independenți și a fost considerat fraudulos de o instanță judecătorească din Ohio în 1996. El a murit din cauza unui anevrism cerebral în 1998, însă adepții teoriilor conspirației cred că a fost otrăvit.

### Dennis Klein
În 2002 firma Hydrogen Technology Applications a brevetat un proiect de celulă de electroliză și marca comercială „Aquygen” pentru amestecul de hidrogen și oxigen produs de dispozitiv. Conceput inițial ca o alternativă la Sudura oxiacetilenică (en), compania a afirmat că ar putea propulsa un vehicul exclusiv cu apă prin producerea „Aquygen” și a invocat existența unei nedovedite stări a materiei, denumită „MagneGaz” și a unei teorii discreditate despre „magnecule” pentru a explica situația. Întemeietorul companiei, Dennis Klein, a declarat că e în tratative cu un mare producător de autovehicule din SUA și că guvernul SUA vrea să producă Hummere propulsate astfel.
În prezent compania nu mai pretinde că poate propulsa un vehicul doar cu apă și folosește brandul „Aquygen” pentru a îmbunătăți combustibilii convenționali, practic fiind vorba de combustibil îmbunătățit cu hidrogen, nu de automobil cu apă.

### Genesis World Energy (GWE)
Tot în 2002, Genesis World Energy a anunțat că dispune de un dispozitiv gata de a fi comercializat care ar extrage energia din apă prin disocierea ei în hidrogen și oxigen și apoi recombinarea lor. În 2003 compania a anunțat că această tehnologie a fost adaptată pentru propulsia automobilelor. Compania a strâns de la investitori peste 2,5 de milioane de dolari, dar nici un dispozitiv n-a fost livrat pe piață. În 2006 Patrick Kelly, proprietarul Genesis World Energy a fost condamnat în New Jersey pentru escrocherie la cinci ani de închisoare și la restituirea a 400 000 de dolari.

### Genepax Water Energy System
În iunie 2008 compania japoneză Genepax a prezentat un automobil despre care a afirmat că merge doar cu apă și aer, și în multe știri s-a spus că ar fi un „automobil cu apă”. Compania a spus că „încă nu se poate prezenta principiul invenției”, dar a spus că sistemul este echipat cu un generator de energie la bord (un „ansamblu de electrozi membrană”) pentru a extrage hidrogenul printr-un „procedeu similar metodei prin care hidrogenul este produs din hidruri metalice și apă”. Apoi, hidrogenul este folosit pentru a genera energia pentru propulsia automobilului. Asta a dus la presupunerea că hidrurile metalice se consumă în proces și de fapt acestea sunt sursa de energie, fiind vorba de fapt de un vehicul cu hidrogen, nu de unul cu apă, cum s-a pretins. În website-ul companiei sursa de energie este descrisă doar prin cuvintele „reacție chimică”. Revista de știință și tehnologie Popular Mechanics a descris afirmațiile Genepax drept „gunoaie”. Vehiculul prezentat presei de Genepax în 2008 era de fapt autovehiculul REVAi, fabricat în India și vândut în UK sub denumirea G-Wiz, fiind un simplu autovehicul electric acționat de acumulatori cu plumb.
În 2009 Genepax a anunțat închiderea website-ului companiei „datorită costurilor mari de întreținere”.

### Thushara Priyamal Edirisinghe
În 2008 presa din Sri Lanka a anunțat că Thushara Priyamal Edirisinghe a afirmat că a mers circa 300 km cu un automobil cu apă, de la Christ King College, Pannipitiya, Thushara, la Anuradhapura și înapoi cu doar trei litri de apă. Ca și în cazul altor pretinse automobile cu apă se presupune că energia necesară propulsiei este produsă prin disocierea apei în hidrogen și oxigen prin electroliză și apoi arderea lor în motor. Thushara i-a prezentat tehnologia prim-ministrului Ratnasiri Wickremanayake, care „a acordat întregul sprijin al guvernului pentru eforturile sale de a introduce autonobilul cu apă pe piața din Sri Lanka." Câteva luni mai tîrziu Thushara a fost arestat pentru escrocherie.

### Daniel Dingel
Daniel Dingel, un inventator din Filipine, a afirmat în 1969 că a conceput o tehnologie care folosește apa drept combustibil. În 2000 Dingel a format un partneriat cu Formosa Pics Group pentru a continua dezvoltarea acestei tehnologii. În 2008 Formosa Pics a obținut condamnarea lui Dingel, în vârstă de 82 de ani, la 20 de ani de închisoare pentru fraudă.

### Dr Ghulam Sarwar
În decembrie 2011 un doctor din Pakistan, Ghulam Sarwar, a afirmat că a inventat un automobil care merge cu apă. În acel moment se zicea că automobilul merge cu 60 % apă și 40 % motorină, dar că inventatorul îl va face să meargă doar cu apă până la sfârșitul lui iunie 2012. S-a afirmat că automobilul „va emite doar oxigen, nu și obișnuitul carbon”. În afară de reluarea unor știri din 2012 nu mai există niciun material despre această invenție.

### Agha Waqar Ahmad
Agha Waqar Ahmad, tot din Pakistan, a afirmat în iulie 2012 că ar fi inventat un „kit cu apă” care putea fi montat pe orice automobil pentr a-l transforma în automobil cu apă. Kitul consta dintr-un borcan cilindric, care conținea apa, un barbotor și o conductă care ducea la motor. El afirma că kitul produce HHO (en) prin electroliza apei, folosit drept combustibil. Kitul funcționa cu apă distilată. Ahmed afirma că dispozitivul său putea produce mult mai mult HHO decât alte invenții datorită unor „calcule nedivulgate”. El a depus o cerere de brevet în Pakistan. Unii savanți din Pakistan au afirmat că invenția lui Agha este o fraudă și contrazice legile termodinamicii.

### Motorul Rușețel
În 2001 Mihai Rușețel a obținut brevetul de invenție OSIM nr. 116426B pentru un „motor cu apă”. Principiul motorului este vaporizarea apei injectate în camera de lucru la contactul cu o suprafață fierbinte, prin calefacție. Prin vaporizare se obține abur, care acționează mecanismul motor, în cazul de față cilindrul, legat la un mecanism de tip bielă-excentric. Zona fierbinte care vaporizează apa este formată dintr-o suprafață ceramică, încălzită electric.
OSIM confirmă că principiul prezentat în brevet asigură funcționarea unui motor realizat după acest principiu, ceea ce este suficient din punct de vedere al admisibilității la brevetare. Din punct de vedere energetic, principiul propus, în loc să folosească energia electrică la acționarea unui motor electric, care ar transforma-o în lucru mecanic cu randament înalt, o folosește la încălzirea zonei de vaporizare, adică drept căldură intrată într-un ciclu cu abur, care ciclu are un randament inferior celui al unui ciclu Carnot, lucrul mecanic obținut fiind net inferior celui pe care l-ar produce motorul electric.
Însă eficiența energetică nu este un criteriu care să împiedice brevetarea unei soluții tehnice.
Inventatorul consideră că prin fenomenul de calefacție moleculele de apă s-ar scinda, folosind energie puțină, în hidrogen și oxigen, apa devenind în acest fel un combustibil, care, prin ardere, ar elibera mult mai multă energie. Această viziune contrazice natura fenomenului de calefacție, iar brevetul de invenție nr. 116426B nu prezintă nicio soluție tehnică care să determine arderea presupusului format hidrogen, ca urmare, de fapt apa nu este folosită în ciclu drept combustibil, cum se afirmă în brevet, ci doar ca agent de lucru, exact ca în motoarele cu abur. Chiar dacă hidrogenul format ar fi ars, presupunerile inventatorului contrazic randamentul mic preconizat de principiile termodinamicii, fapt care i-a fost semnalat de mediul academic, dar care nu este acceptat de inventator.

## Aspecte energetice ale electrolizei la bordul autovehiculelor
Toate construcțiile prezentate mai sus presupun obținerea hidrogenlui din apă prin electroliză și arderea lui într-un motor cu ardere internă clasic. În condițiile din automobile randamentul celulelor de electroliză alcaline este de 60–75 %, iar a celor acide cu membrane schimbătoare de ioni de 65–90 %. Randamentul motoarelor cu ardere internă care ard acest hidrogen este în regim economic standard (vara, pe autostradă, la viteza de 90 km/h) de circa 30 %, iar la circulația în oraș scade foarte mult, chiar până la 5 %. Deci, randamentul energetic la propulsie este de 3–27 %.
Curentul folosit la bordul autovehiculelor pentru a extrage hidrogenul din apă este mai eficient să alimenteze direct motoarele automobilelor electrice. Invertoarele care transformă curentul continuu din acumulatori în impulsuri de curent cu intensitatea, tensiunea frecvența și faza necesară alimentării motoarelor au un randament de 93–97 %, iar randamentul motoarelor electrice cu magneți permanenți folosite uzual la automobilele electrice, este de 96–97 %. Deci, randamentul energetic la propulsie este de 89–94 %. Dacă se dispune la bord de curent electric este mult mai eficient să fie folosit pentru acționarea unui autovehicul electric decât să producă hidrogen din apă pentru un autovehicul propulsat de un motor cu ardere internă.

## Hidrogenul ca supliment
În afara pretențiilor ca automobilul să meargă doar cu apă există propuneri ca hidrogenul sau oxihidrogenul să fie ars împreună cu combustibili petrolieri, mărind eficiența acestora. Efectul acestor sisteme este însă controversat. O serie de website-uri fac reclamă la HHO și dispozitive de electroliză, promițând mari avantaje, însă conform purtătorului de cuvânt al American Automobile Association: „Toate aceste dispozitive par să funcționeze, dar permiteți-mi să vă spun că nu”.

## Pastile de benzină și alți aditivi
Legate de automobilele cu apă sunt afirmațiile că niște aditivi, adesea niște pilule, convertesc apa în combustibil similar cu procesul din lampa cu carbid, în care un aditiv care conține energie chimică produce combustibil (acolo, acetilenă). După cum a relatat în 1980 Mother Earth News, efectul „pastilei de benzină” ar fi fost demonstrat pe un automobil, dar în realitate apa nu are niciun aport energetic, combustibilul fiind de fapt aditivul sau pastila.